# Eugènia Casanovas i Amat
Eugènia Casanovas i Amat, també coneguda com «la Marquesa de Collblanc» (Sabadell, 1850 - Barcelona, 20 d'agost de 1944), va ser fundadora i presidenta de l'Assemblea Local de la Creu Roja Espanyola de l'Hospitalet de Llobregat.

## Biografia
Era la filla mitjana del matrimoni entre la terrassenca Concepció Amat De La Font i Galí i el sabadellenc Antoni Casanovas i Ferran. Va tenir dos germans més, Emilia i Carlos Casanovas i Amat.
Es va casar amb el barceloní José Farnés i Flaquer, propietari de la joieria La Universal, ubicada a la plaça Reial de Barcelona i germanastre de Sebastià Farnés i Badó. El matrimoni va tenir dos fills: Juan i Juana Farnés i Casanovas, més coneguda com a Doña Juanita. Va ser bestia de l'escriptora Maria Aurèlia Capmany i Farnés.
En enviudar, Eugènia Casanovas va heretar totes les propietats dels seu marit. Entre les propietats hi havia la finca de Torre Barrina situada al barri de Collblanc de l'Hospitalet de Llobregat (Barcelonès), que el 1976 va passar a ser propietat de l'Ajuntament d'aquesta població i on posteriorment es va fer un parc municipal d'ús públic, conegut com a parc de la Marquesa.
El juny de 1903, quan ja era viuda, va deixar el seu domicili del carrer del Bisbe de Barcelona i es va traslladar, amb la seva filla Juana Farnés i Casanovas i el seu gendre Jaime Tor Mercadal, a viure a la plaça San Pere de Girona. Tots tres van viure en aquesta ciutat fins al 4 de desembre de 1909, en què van traslladar el seu domicili a l’Hospitalet de Llobregat, a la seva finca de Torre Barrina.
Com a persona de classe benestant, va formar part de la burgesia barcelonina, i va ser una persona molt coneguda entre l'alta societat de la seva època gràcies a la seva activa beneficència. Els hàbits d'Eugènia Casanovas van fer que fos coneguda com «la Marquesa», tot i que no posseïa cap títol nobiliari.
La beneficència d'Eugènia Casanovas va engegar un procés d'establiment que va ser el primer dispensari mèdic fix de l'Hospitalet. Molt colpida després d’un greu accident a prop de la seva finca Torre Barrina l'agost de 1907, que va provocar importants lesions a un veí del barri de Collblanc, va engegar una campanya entre les seves amistats benestants per crear un equipament benèfic d'assistència mèdica gratuïta al mateix barri de Collblanc, ja que l’únic equipament d’aquestes característiques es trobava al llunyà barri del Centre (l'Hospitalet de Llobregat), on arribar ràpidament no era del tot possible. El primer que va aconseguir aquella campanya va ser la fundació al 1909 de l'Assemblea Local de la Creu Roja Espanyola de l'Hospitalet de Llobregat i la Junta de Dames de la Creu Roja de Collblanc, que Eugènia Casanovas va presidir des del 1909. Finalment la creació del tan desitjat i necessari equipament benèfic d’assistència mèdica, que ella va promoure amb el suport de la Creu Roja Espanyola, va obrir les portes l'abril de 1910 en un edifici a la carretera de Collblanc, que era propietat del regidor Francesc Estruch i que va seria la llavor, dècades més tard, de l'Hospital de la Creu Roja de l'Hospitalet, al barri de Pubilla Cases de l'Hospitalet de Llobregat.
Va morir el 20 d'agost de 1944 a les dues de la matinada, i l'endemà va ser enterrada al Cementiri del Poblenou després d'una missa a l'església de la Mare de Déu dels Àngels de Barcelona.